# Power Station Years

Power Station Years est un ensemble de chansons de John Bongiovi sorties dans différents albums, sous différents labels (par exemple John Bongiovi: The Power Station Years en 1999).

## Histoire
Jon Bongiovi a commencé à démarcher les maisons de disques en 1982 avec des enregistrements fait dans le studio de son cousin Tony Bongiovi, le Power Station. Il a pu bénéficier des locaux et des instruments à sa disposition pour enregistrer ses propres chansons pendant les heures, c'est-à-dire entre trois heures du matin et midi. Pourtant, son cousin n'aimait pas ce qu'il faisait :"Je déteste tes chansons, je déteste ta voix mais si je peux faire quelque chose pour t'aider, dis-le moi."
C'est ainsi que Jon Bongiovi a commencé comme homme à tout faire dans le studio, nettoyant et portant des cafés aux vedettes enregistrant leurs disques, comme Aerosmith. "Voir Steven Tyler chanter Cry Me a River n'est pas quelque chose que j'oublierais de sitôt, déclarait Jon en 1993, pas encore blasé par une époque où il n'était rien et où il a côtoyé certains noms importants."
Malgré tout, les relations entre les cousins n'étaient pas formidables, Jon devant se contenter d'un canapé pour dormir, et "trop petit pour pouvoir étendre ses jambes. Je gagnais difficilement cinquante dollars par semaine. Si mon cousin recevait des filles, je dormais dans un débarras à même le sol. J'ai passé plus d'une nuit seul dans un cinéma pour dormir."
Le 23 février 2009, Jon Bon Jovi a joué deux de ces titres au Starland Ballroom : Don't Leave Me Tonight et Head Over Heels. Le groupe était composé de Tony Bandiera, Kenny Aronoff, Everett Bradley, Jeff Kazee et John Conti, ainsi que d'une section de cuivres.

## Les démos
Aujourd'hui, il est probable que l'ensemble de ces chansons soient sorties sous une multitude de labels, avec des pochettes toutes différentes, mais avec le même nom : les Power Station Years. Il existe une vingtaine d'enregistrements, dont une version instrumentale du premier tube de Bon Jovi, Runaway. Quant au style, certaines chansons se rapprochent fortement du style du premier album éponyme de Bon Jovi, tandis que d'autres sont plus pop. On peut toutefois noter l'excellente qualité sonore de l'ensemble. Malgré des arrangements parfois très amateurs, écouter ces chansons n'a rien d'une torture tant le son est bon, car grâce au cousin autorisant d'utiliser les ressources du studio la nuit et le matin, Jon Bongiovi profitait d'un environnement professionnel avec le matériel de pointe pour l'époque. Malgré tout, il s'est fait jeter de partout où il a proposé ses chansons. Il faut dire que si musicalement, les chansons se tiennent, on ressent une grande naïveté à l'écoute du chant tant les textes sont naïfs.

## Liste des chansons
Cette liste correspond à l'ensemble des chansons publiées, en mélangeant tous les pressages connus. Curieusement, More Than We Bargained For est paru en single en 1997 (Angleterre, MASSCD 1001) et est devenu l'un des collectors les plus prisés des fans de Bon Jovi. Au brésil, c'est Stringin' A Line qui a été envoyé comme un single promo aux médias (AMP089-2).
1. Who Said It Would Last Forever
2. Open Your Heart
3. Stringin' A Line
4. Don't Leave Me Tonight
5. 'Hollywood Dreams
6. Don't You Believe Him
7. More Than We Bargained For
8. Head Over Heels
9. What You Want
10. Talkin' In Your Sleep
11. Don't Keep Me Wondering
12. Maybe Tomorrow
13. All Talk, No Action
14. No One Does It Like You
15. Bobby's Girl
16. Don't Do That To Me Anymore
17. For You
18. Gimme Some Lovin', Charlene
19. This Woman Is Dangerous
20. Runaway (version instrumentale)